# 乌兰夫纪念馆
乌兰夫纪念馆，位于中國内蒙古自治区呼和浩特市新华西街乌兰夫公园内，為紀念中國共產黨的蒙古族高級將領烏蘭夫而建，於1992年12月23日落成開館。
紀念館展現了「烏蘭夫等老一輩無產階級革命家，為爭取民族解放、祖國統一，為中國革命和建設建立的不朽功勛。」

## 交通
紀念館附近有乌兰夫纪念馆站，連接呼和浩特地铁1号线。